# Cánaco de Sición (siglo VI a. C.)
Cánaco fue un escultor de la antigua ciudad griega de Sición, situada entre Corinto y Acaya, que vivió a finales del siglo VI a. C. Fue especialmente célebre por ser el autor de dos grandes estatuas del dios Apolo, una de bronce hecha para el templo de Dídima, en territorio de Mileto, y otra de madera de cedro para Tebas. Si bien ninguna de ellas se conserva, las monedas de Mileto ofrecen en su grabación una imagen de la primera, donde se muestra al dios con un ciervo en una de sus manos y con un arco en la otra. La rigidez de estas obras impresionó a los críticos.